# ACF Fiorentina 2005-2006
Questa voce raccoglie le informazioni riguardanti l'ACF Fiorentina nelle competizioni ufficiali della stagione 2005-2006.

## Stagione
Dopo la salvezza raggiunta in extremis nel torneo 2004-05, la Fiorentina sceglie l'ex tecnico parmense Prandelli per l'annata 2005-06. La società acquista i giovani Donadel e Montolivo cui si aggiungono Fiore, Brocchi e Toni (autore di 20 reti con il Palermo l'anno precedente). Il centravanti è subito decisivo, con gol che aiutano la squadra a superare i primi turni in Coppa Italia. È invece Pazzini a segnare la rete che vale l'accesso agli ottavi. I viola debuttano in campionato sconfiggendo la Sampdoria, nell'anticipo serale della prima giornata.
La regolarità di Toni sotto porta spinge i viola nelle zone alte della classifica, subito dietro alle "grandi". Sfugge invece la coppa nazionale, con la Fiorentina costretta ad arrendersi alla Juventus. Il campionato si conclude con il quarto posto, utile per accedere ai preliminari di Champions League: la formazione fa registrare 22 vittorie, 16 delle quali interne. Il coinvolgimento nel caso di Calciopoli e le sentenze, tuttavia, comportano una penalizzazione di 30 punti che fa scendere la Fiorentina al nono posto vanificando così la qualificazione.

## Divise e sponsor
Lo sponsor tecnico per la stagione 2005-2006 diviene Lotto, mentre lo sponsor ufficiale rimane Toyota. Lo sponsor è al centro della maglia, mentre lo sponsor tecnico e il logo della squadra si trovano al di sopra, rispettivamente sulla destra e sulla sinistra.
La divisa casalinga presenta una maglia di colore viola con girocollo bianco con due cuciture per lato bianche che scendono lateralmente lungo il busto. I calzoncini sono viola e presentano due cuciture bianche a prosecuzione di quelle della maglia con il logo della squadra sulla gamba destra. I calzettoni sono viola con stemma della società e sponsor tecnico sulla parte centrale. Il numero e il nome sulla maglia sono bianchi così come il numero sui calzoncini posto sulla gamba sinistra
La divisa da trasferta è composta da maglia, pantaloncini e calzettoni di colore bianco con cuciture viola. Il numero e il nome sulla maglia sono di colore viola così come il numero sui calzoncini sempre posto sulla gamba sinistra.
La terza divisa presenta maglia, pantaloncini e calzettoni di colore rosso con cuciture bianche. Il numero e il nome sulla maglia sono di colore bianco così come il numero sui calzoncini sempre posto sulla gamba sinistra.
| Casa | Trasferta | Terza Divisa |

## Rosa

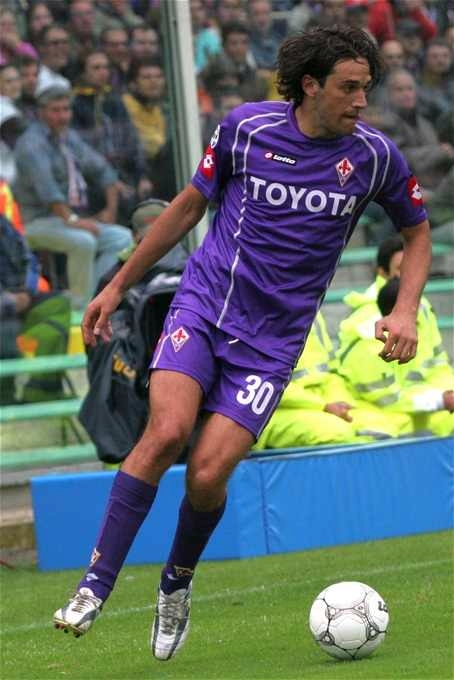
Luca Toni

| N. |                      | Ruolo | Calciatore               |
| -- | -------------------- | ----- | ------------------------ |
| 1  | Francia (bandiera)   | P     | Sébastien Frey           |
| 2  | Danimarca (bandiera) | D     | Per Krøldrup             |
| 3  | Italia (bandiera)    | D     | Dario Dainelli           |
| 4  | Italia (bandiera)    | C     | Marco Donadel            |
| 5  | Italia (bandiera)    | D     | Alessandro Gamberini     |
| 6  | Italia (bandiera)    | C     | Andrea Paolucci          |
| 7  | Brasile (bandiera)   | C     | Guilherme Do Prado       |
| 8  | Bulgaria (bandiera)  | A     | Valeri Božinov           |
| 10 | Italia (bandiera)    | C     | Stefano Fiore            |
| 11 | Italia (bandiera)    | D     | Christian Maggio         |
| 11 | Italia (bandiera)    | A     | Samuel Di Carmine        |
| 12 | Argentina (bandiera) | P     | Cristián Sebastián Cejas |
| 13 | Italia (bandiera)    | P     | Marco Roccati            |
| 14 | Italia (bandiera)    | D     | Davide Brivio            |
| 15 | Grecia (bandiera)    | A     | Zīsīs Vryzas             |
| 16 | Brasile (bandiera)   | D     | David Enrique Mateo      |
| 17 | Italia (bandiera)    | C     | Michele Pazienza         |
| 18 | Italia (bandiera)    | C     | Riccardo Montolivo       |
| 19 | Cile (bandiera)      | C     | Antonio Luis Jiménez     |
| 20 | Danimarca (bandiera) | C     | Martin Jørgensen         |

| N. |                      | Ruolo | Calciatore           |
| -- | -------------------- | ----- | -------------------- |
| 21 | Rep. Ceca (bandiera) | D     | Tomáš Ujfaluši       |
| 22 | Romania (bandiera)   | P     | Bogdan Lobonț        |
| 23 | Italia (bandiera)    | D     | Manuel Pasqual       |
| 24 | Francia (bandiera)   | C     | Matthieu Bochu       |
| 24 | Italia (bandiera)    | C     | Danilo D'Ambrosio    |
| 25 | Uruguay (bandiera)   | C     | Gianni Guigou        |
| 26 | Italia (bandiera)    | D     | Giuseppe Pancaro     |
| 27 | Italia (bandiera)    | D     | Marco Di Loreto      |
| 28 | Italia (bandiera)    | C     | Andrea De Falco      |
| 29 | Italia (bandiera)    | A     | Giampaolo Pazzini    |
| 30 | Italia (bandiera)    | A     | Luca Toni            |
| 32 | Italia (bandiera)    | C     | Cristian Brocchi     |
| 33 | Italia (bandiera)    | P     | Nicolò Manfredini    |
| 76 | Italia (bandiera)    | A     | Enrico Fantini       |
| 99 | Italia (bandiera)    | P     | Gianluca Berti       |
|    | Italia (bandiera)    | C     | Thomas Cortese       |
|    | Italia (bandiera)    | C     | Alessandro Turchetta |
|    | Italia (bandiera)    | A     | Stefano Del Sante    |
|    | Italia (bandiera)    | A     | Riccardo Lattanzio   |

## Risultati

### Serie A

#### Girone di andata
| Arbitro: | Paparesta (Bari) |

|                           |           |           |
| Fiore 12’ Toni 30’ (rig.) | Marcatori | 74’ Diana |

| Arbitro: | Rodomonti (Teramo) |

|                        |           |                     |
| Di Napoli 57’ Zoro 61’ | Marcatori | 9’ Toni 41’ Božinov |

| Arbitro: | Dondarini (Finale Emilia) |

|                                     |           |                            |
| Fiore 38’ Toni 42’, 86’ Donadel 79’ | Marcatori | 27’ Muntari 90+1’ Iaquinta |

| Arbitro: | De Santis (Roma) |

|                      |           |                                |
| Pinardi 45+2’ (rig.) | Marcatori | 48’ Fiore 52’ Božinov 63’ Toni |

| Arbitro: | Farina (Novi Ligure) |

|            |           |  |
| Martins 7’ | Marcatori |  |

| Arbitro: | Ayroldi (Molfetta) |

|                                    |           |                         |
| Toni 27’ Jørgensen 34’ Pazzini 60’ | Marcatori | 85’ Galante 88’ Morrone |

| Arbitro: | Rizzoli (Bologna) |

|           |           |  |
| Zauri 82’ | Marcatori |  |

| Arbitro: | Morganti (Ascoli Piceno) |

|                             |           |            |
| Toni 2’, 24’, 60’ Fiore 36’ | Marcatori | 66’ Grella |

| Arbitro: | De Santis (Roma) |

|  |           |              |
|  | Marcatori | 2’, 67’ Toni |

| Arbitro: | Marco Gabriele (Frosinone) |

|                        |           |           |
| Toni 53’ Jørgensen 82’ | Marcatori | 23’ Suazo |

| Arbitro: | Dattilo (Locri) |

|  |           |                      |
|  | Marcatori | 1’ Ujfalusi 62’ Toni |

| Arbitro: | Rodomonti (Teramo) |

|                             |           |               |
| Toni 10’, 87’ Jørgensen 46’ | Marcatori | 25’ Gilardino |

| Arbitro: | Ayroldi (Molfetta) |

|            |           |                 |
| Tommasi 2’ | Marcatori | 67’ (rig.) Toni |

| Arbitro: | Messina (Bergamo) |

|             |           |                             |
| Pazzini 39’ | Marcatori | 8’ Trezeguet 88’ Camoranesi |

| Arbitro: | Roland Herberg (Messina) |

|           |           |  |
| Fiore 52’ | Marcatori |  |

| Arbitro: | Paparesta (Bari) |

|               |           |             |
| Vannucchi 73’ | Marcatori | 70’ Pazzini |

| Arbitro: | Rosetti (Torino) |

|               |           |  |
| Jørgensen 40’ | Marcatori |  |

| Arbitro: | Farina (Novi Ligure) |

|               |           |               |
| Lucarelli 12’ | Marcatori | 13’ Jørgensen |

| Arbitro: | Trefoloni (Siena) |

|                 |           |               |
| Toni 35’, 90+1’ | Marcatori | 69’ Zanchetta |

#### Girone di ritorno
| Arbitro: | Messina (Bergamo) |

|                                    |           |          |
| Palombo 12’ Tonetto 25’ Flachi 32’ | Marcatori | 14’ Toni |

| Arbitro: | Paparesta (Bari) |

|                 |           |  |
| Toni 45+1’, 73’ | Marcatori |  |

| Udine 29 gennaio 2006 22ª giornata | Udinese           | 0 – 0 referto | Fiorentina | Stadio Friuli (16 728 spett.)\| Arbitro: \| Saccani (Mantova) \| |
| Arbitro:                           | Saccani (Mantova) |               |            |                                                                  |

| Arbitro: | Rizzoli (Bologna) |

|          |           |  |
| Toni 37’ | Marcatori |  |

| Arbitro: | Trefoloni (Siena) |

|                         |           |            |
| Brocchi 10’ Jimenez 60’ | Marcatori | 84’ Recoba |

| Arbitro: | De Santis (Roma) |

|                              |           |  |
| C. Lucarelli 67’ (rig.), 76’ | Marcatori |  |

| Arbitro: | Tagliavento (Terni) |

|             |           |                        |
| Božinov 60’ | Marcatori | 32’ Behrami 49’ Rocchi |

| Arbitro: | Paparesta (Bari) |

|                                   |           |                                            |
| Simplicio 3’ (rig.) Bresciano 19’ | Marcatori | 35’, 39’ Božinov 48’ Jørgensen 68’ Jiménez |

| Arbitro: | Messina (Bergamo) |

|                       |           |                |
| Toni 3’ Pazzini 90+1’ | Marcatori | 15’ Vergassola |

| Cagliari 22 marzo 2006 29ª giornata | Cagliari           | 0 – 0 referto | Fiorentina | Stadio Sant'Elia\| Arbitro: \| Rodomonti (Teramo) \| |
| Arbitro:                            | Rodomonti (Teramo) |               |            |                                                      |

| Arbitro: | Saccani (Mantova) |

|                                  |           |             |
| Brocchi 53’ Toni 83’ Pazzini 89’ | Marcatori | 43’ Domizzi |

| Arbitro: | Paparesta (Bari) |

|                                   |           |          |
| Ševčenko 20’ Kaká 48’ Gattuso 60’ | Marcatori | 13’ Toni |

| Arbitro: | Messina (Bergamo) |

|         |           |           |
| Toni 2’ | Marcatori | 72’ Cufré |

| Arbitro: | Pieri (Lucca) |

|               |           |          |
| Del Piero 63’ | Marcatori | 47’ Toni |

| Arbitro: | Rodomonti (Teramo) |

|               |           |                                    |
| Borriello 39’ | Marcatori | 25’ Toni 49’ Brocchi 84’ Montolivo |

| Arbitro: | Farina (Novi Ligure) |

|                         |           |            |
| Pasqual 43’ Jimenez 58’ | Marcatori | 66’ Riganò |

| Arbitro: | Trefoloni (Siena) |

|                |           |  |
| Di Michele 53’ | Marcatori |  |

| Arbitro: | Pieri (Lucca) |

|                                                   |           |                         |
| Fiore 25’ Toni 28’, 64’ Jørgensen 35’ Božinov 65’ | Marcatori | 81’, 84’ (rig.) Amoruso |

| Arbitro: | Bergonzi (Genova) |

|  |           |                       |
|  | Marcatori | 21’ Toni 85’ Dainelli |

### Coppa Italia

#### Turni preliminari
| Arbitro: | Bergonzi (Genova) |

|                                                  |           |  |
| Fiore 6’ Toni 12’ Pazzini 82’ Božinov 86’ (rig.) | Marcatori |  |

| Arbitro: | Romeo (Verona) |

|                  |           |                              |
| Motta 34’ (rig.) | Marcatori | 83’ (rig.) Toni 120’ Donadel |

| Arbitro: | Pieri (Lucca) |

|  |           |               |
|  | Marcatori | 90+4’ Pazzini |

#### Fase finale
| Arbitro: | Palanca (Roma) |

|                         |           |                       |
| Božinov 38’ Pazzini 50’ | Marcatori | 52’ Pessotto 69’ Mutu |

| Arbitro: | Dattilo (Locri) |

|                                        |           |             |
| Del Piero 9’, 17’, 56’ (rig.) Mutu 21’ | Marcatori | 64’ Božinov |

## Statistiche
Statistiche aggiornate al 14 maggio 2006.

### Statistiche di squadra
| Competizione | Punti | In casa | In casa | In casa | In casa | In casa | In casa | In trasferta | In trasferta | In trasferta | In trasferta | In trasferta | In trasferta | Totale | Totale | Totale | Totale | Totale | Totale | DR  |
| Competizione | Punti | G       | V       | N       | P       | Gf      | Gs      | G            | V            | N            | P            | Gf           | Gs           | G      | V      | N      | P      | Gf     | Gs     | DR  |
| ------------ | ----- | ------- | ------- | ------- | ------- | ------- | ------- | ------------ | ------------ | ------------ | ------------ | ------------ | ------------ | ------ | ------ | ------ | ------ | ------ | ------ | --- |
| Serie A      | 74    | 19      | 16      | 1       | 2       | 42      | 20      | 19           | 6            | 7            | 6            | 24           | 21           | 38     | 22     | 8      | 8      | 66     | 41     | +25 |
| Coppa Italia | -     | 2       | 1       | 1       | 0       | 6       | 2       | 3            | 2            | 0            | 1            | 4            | 5            | 5      | 3      | 1      | 1      | 10     | 7      | +3  |
| Totale       | -     | 21      | 17      | 2       | 2       | 48      | 22      | 22           | 8            | 7            | 7            | 28           | 26           | 43     | 25     | 9      | 9      | 76     | 48     | +28 |

### Andamento in campionato
| Giornata  | 1 | 2 | 3 | 4 | 5 | 6 | 7 | 8 | 9 | 10 | 11 | 12 | 13 | 14 | 15 | 16 | 17 | 18 | 19 | 20 | 21 | 22 | 23 | 24 | 25 | 26 | 27 | 28 | 29 | 30 | 31 | 32 | 33 | 34 | 35 | 36 | 37 | 38 |
| --------- | - | - | - | - | - | - | - | - | - | -- | -- | -- | -- | -- | -- | -- | -- | -- | -- | -- | -- | -- | -- | -- | -- | -- | -- | -- | -- | -- | -- | -- | -- | -- | -- | -- | -- | -- |
| Luogo     | C | T | C | T | T | C | T | C | T | C  | T  | C  | T  | C  | C  | T  | C  | T  | C  | T  | C  | T  | C  | C  | T  | C  | T  | C  | T  | C  | T  | C  | T  | T  | C  | T  | C  | T  |
| Risultato | V | N | V | V | P | V | P | V | V | V  | V  | V  | N  | P  | V  | N  | V  | N  | V  | P  | V  | N  | V  | V  | P  | P  | V  | V  | N  | V  | P  | N  | N  | V  | V  | P  | V  | V  |
| Posizione | 3 | 5 | 2 | 2 | 5 | 3 | 4 | 4 | 4 | 3  | 3  | 3  | 3  | 4  | 3  | 4  | 4  | 4  | 4  | 4  | 4  | 4  | 4  | 4  | 4  | 5  | 5  | 4  | 4  | 4  | 4  | 4  | 5  | 4  | 4  | 4  | 4  | 4  |

Legenda:

Luogo: C = Casa; T = Trasferta. Risultato: V = Vittoria; N = Pareggio; P = Sconfitta.

### Statistiche dei giocatori
| Giocatore    | Serie A  | Serie A | Serie A     | Serie A    | Coppa Italia | Coppa Italia | Coppa Italia | Coppa Italia | Totale   | Totale | Totale      | Totale     |
| Giocatore    | Presenze | Reti    | Ammonizioni | Espulsioni | Presenze     | Reti         | Ammonizioni  | Espulsioni   | Presenze | Reti   | Ammonizioni | Espulsioni |
| ------------ | -------- | ------- | ----------- | ---------- | ------------ | ------------ | ------------ | ------------ | -------- | ------ | ----------- | ---------- |
| G. Berti     | 1        | 0       | 0           | 0          | 0            | 0            | 0            | 0            | 1        | 0      | 0           | 0          |
| M. Bochu     | 0        | 0       | 0           | 0          | 1            | 0            | 0            | 0            | 1        | 0      | 0           | 0          |
| V. Bojinov   | 28       | 6       | 2           | 0          | 5            | 3            | 0            | 0            | 33       | 9      | 2           | 0          |
| D. Brivio    | 1        | 0       | 0           | 0          | 1            | 0            | 0            | 0            | 2        | 0      | 0           | 0          |
| C. Brocchi   | 35       | 3       | 7           | 0          | 4            | 0            | 0            | 0            | 39       | 3      | 7           | 0          |
| C.S. Cejas   | 3        | 0       | 0           | 0          | 0            | 0            | 0            | 0            | 3        | 0      | 0           | 0          |
| D. Dainelli  | 28       | 1       | 8           | 1          | 1            | 0            | 1            | 0            | 29       | 1      | 9           | 1          |
| M. Di Loreto | 21       | 0       | 4           | 0          | 3            | 0            | 0            | 0            | 24       | 0      | 4           | 0          |
| M. Donadel   | 35       | 1       | 10          | 0          | 3            | 1            | 0            | 0            | 38       | 2      | 10          | 0          |
| E. Fantini   | 0        | 0       | 0           | 0          | 1            | 0            | 0            | 0            | 1        | 0      | 0           | 0          |
| S. Fiore     | 38       | 6       | 3           | 0          | 3            | 1            | 0            | 0            | 41       | 7      | 3           | 0          |
| S. Frey      | 18       | 0       | 0           | 0          | 5            | 0            | 0            | 0            | 23       | 0      | 0           | 0          |
| A. Gamberini | 19       | 0       | 3           | 0          | 3            | 0            | 0            | 0            | 22       | 0      | 3           | 0          |
| G. Guigou    | 4        | 0       | 0           | 0          | 1            | 0            | 0            | 0            | 5        | 0      | 0           | 0          |
| L. Helguera  | 0        | 0       | 0           | 0          | 2            | 0            | 0            | 0            | 2        | 0      | 0           | 0          |
| A.L. Jiménez | 20       | 3       | 3           | 0          | 0            | 0            | 0            | 0            | 20       | 3      | 3           | 0          |
| M. Jorgensen | 38       | 7       | 2           | 0          | 4            | 0            | 0            | 0            | 42       | 7      | 2           | 0          |
| P. Kroldrup  | 14       | 0       | 0           | 0          | 0            | 0            | 0            | 0            | 14       | 0      | 0           | 0          |
| B. Lobonț    | 18       | 0       | 1           | 0          | 0            | 0            | 0            | 0            | 18       | 0      | 1           | 0          |
| C. Maggio    | 3        | 0       | 1           | 0          | 2            | 0            | 0            | 0            | 5        | 0      | 1           | 0          |
| R. Montolivo | 20       | 1       | 3           | 0          | 2            | 0            | 0            | 0            | 22       | 1      | 3           | 0          |
| G. Pancaro   | 18       | 0       | 4           | 0          | 4            | 0            | 2            | 1            | 22       | 0      | 6           | 1          |
| M. Pasqual   | 36       | 1       | 5           | 0          | 4            | 0            | 0            | 0            | 40       | 1      | 5           | 0          |
| M. Pazienza  | 23       | 0       | 5           | 0          | 2            | 0            | 0            | 0            | 25       | 0      | 5           | 0          |
| G. Pazzini   | 27       | 5       | 2           | 0          | 5            | 3            | 0            | 0            | 32       | 8      | 2           | 0          |
| L. Toni      | 38       | 31      | 3           | 0          | 4            | 2            | 2            | 0            | 42       | 33     | 5           | 0          |
| T. Ujfalusi  | 37       | 1       | 4           | 0          | 5            | 0            | 0            | 0            | 42       | 1      | 4           | 0          |
| Z. Vryzas    | 0        | 0       | 0           | 0          | 1            | 0            | 0            | 0            | 1        | 0      | 0           | 0          |